# Хунгандя (верхний приток Омолона)
Хунгандя (Хунганджа) — река в Магаданской области России, левый приток Омолона. Длина — 28 км. Течёт с северо-запада на юго-восток, в Омолон впадает на 879 км.
Поселений на реке нет. Находится на территории Северо-Эвенкского городского округа (бывший район).
По данным государственного водного реестра России относится к Анадыро-Колымскому бассейновый округу. Код водного объекта 19010200112119000048992.